# Булактыколь (Актюбинская область)
Булактыколь (каз. Бұлақтыкөл) — село в Байганинском районе Актюбинской области Казахстана. Входит в состав Кызылбулакского сельского округа. Код КАТО — 153649200.

## Население
В 1999 году население села составляло 675 человек (334 мужчины и 341 женщина). По данным переписи 2009 года, в селе проживало 511 человек (253 мужчины и 258 женщин).